# أمير

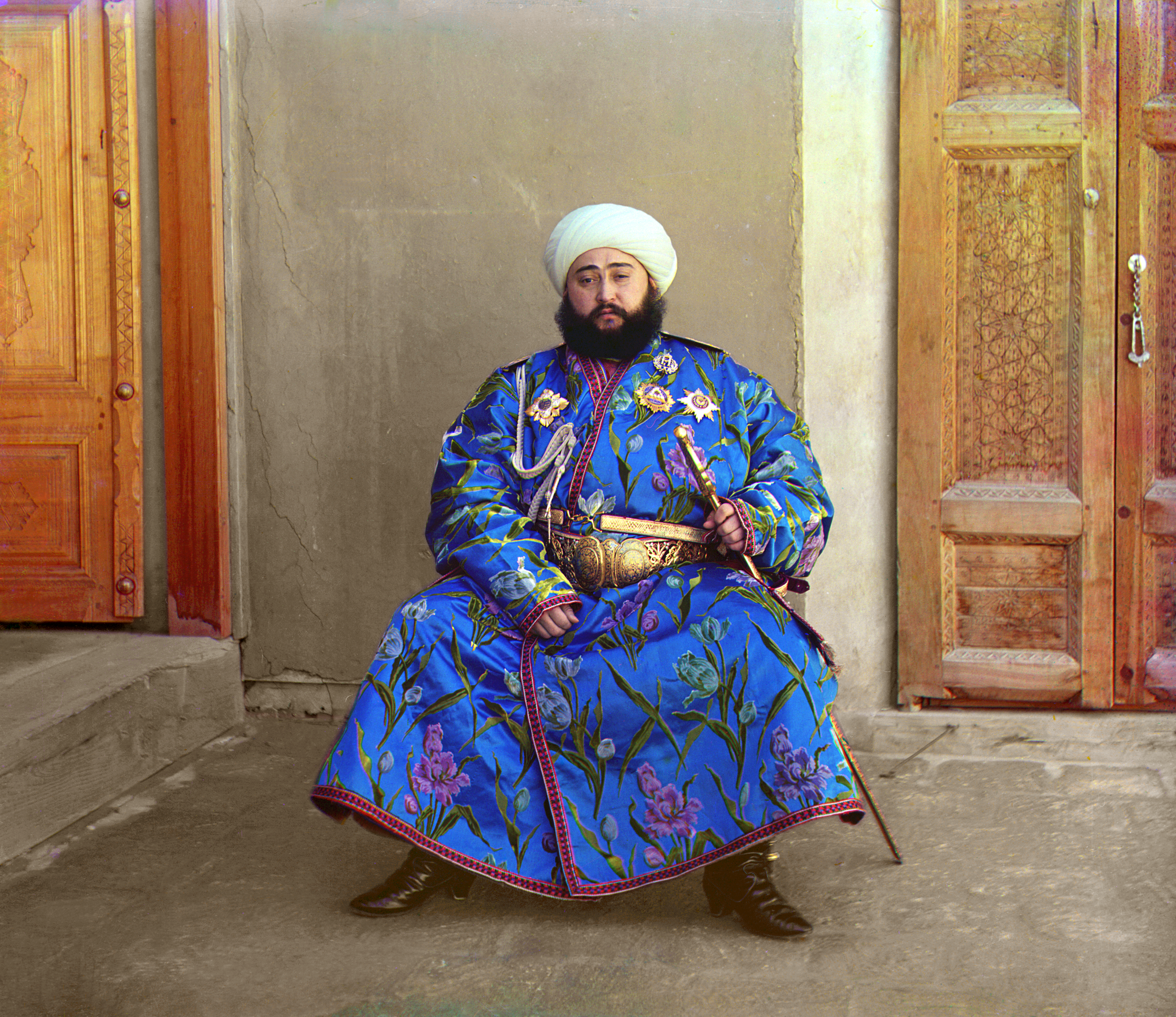
الأمير محمد عالم خان أمير بخارى 1911

الأمير لقب تشريفي مستخدم في اللغة العربية مشتق من الفعل (أمَرَ) وهو يعني بصفة عامة القائد.
تاريخياً، استعملت الكلمة لقباً لقادة الجيوش أو السرايا وقد أطلقها النبي محمد على علي بن أبي طالب، وعلى عبد الله بن جبير أميراً على الرماة في غزوة أحد.
في زمن الخلافة الإسلامية، أُطلِقَ على عمر بن الخطاب لقب أمير المؤمنين. واستعمل في الخلافة العباسية للدلالة على قادة الجيوش، واشتق منه لقب أمير البحر أي قائد الأسطول الذي حرف إلى اللغات الأوربية تحت اسم أميرال أو أدميرال، كذلك وجد لقب أمير الأمراء. واستعمل لقب أمير الأمراء كقائد أعلى منحه الخلفاء العباسيون للقادة المتنفذين في بغداد.
في الوقت الحاضر يستعمل بعض الحكام لقب أمير لقباً لرئيس الدولة مثل الكويت وقطر بينما في السعودية والأردن والمغرب يستعمل لقباً لعموم أفراد الأسرة المالكة.